# Fußballspiel der Philosophen
Das Fußballspiel der Philosophen ist ein Sketch der Komikergruppe Monty Python von 1972. Der Sketch zeigt eine humoristische Berichterstattung des Fußballfinals der Philosophen im Städtischen Stadion an der Grünwalder Straße in München, wenngleich im Vorspann das Münchner Olympiastadion in der Totalen gezeigt wird. Es tritt die deutsche Nationalmannschaft gegen die griechische Nationalmannschaft an. Im Sketch spielen unter anderem Archimedes (John Cleese), Sokrates (Eric Idle), GWF Hegel (Graham Chapman), Friedrich Nietzsche (Michael Palin), Karl Marx (Terry Jones) und Immanuel Kant (Terry Gilliam).
Die deutsche Mannschaft hat das Finale durch einen Sieg über die Mannschaft aus England erreicht, die im Mittelfeld mit Jeremy Bentham, John Locke und Thomas Hobbes hervorragend besetzt gewesen sein soll. Konfuzius ist der Schiedsrichter des Finales und wird begleitet von den Linienrichtern Thomas von Aquin und Augustinus von Hippo. Beide Linienrichter tragen einen Heiligenschein. Der Trainer der deutschen Nationalmannschaft ist Martin Luther. Bei Anpfiff des Spiels gehen die Philosophen in ihren Theorien versunken auf dem Spielfeld umher. Der Ball bleibt unbeachtet von beiden Teams auf dem Mittelpunkt liegen. Franz Beckenbauer, überraschenderweise nominiert, erscheint sehr verwirrt.
Der Sketch wurde mit Ausnahme der Aufnahmen der Zuschauerränge im Stadion an der Grünwalder Straße gedreht. Er war zuerst in der zweiten Folge von Monty Python’s fliegendem Zirkus zu sehen.

## Spielverlauf
Nietzsche erhält eine gelbe Karte, nachdem er Konfuzius bezichtigt hat, dass er keinen freien Willen besitze. Konfuzius wiederum erklärt, dass es sich hierbei um eine Tatsachenentscheidung handle. Karl Marx wird für Ludwig Wittgenstein eingewechselt. Dies führt aber in keiner Weise zu einem besseren Spielverlauf. In der 90. Minute ruft Archimedes „Heureka!“ und animiert die Griechen, den Fußball zu benutzen. Sokrates verwandelt die Flanke von Archimedes per Kopfball in letzter Sekunde zum entscheidenden Tor. Am Ende des Stücks debattieren die Deutschen über das Tor; Hegel argumentiert, dass die Realität nur ein A-priori-Adjunkt der nicht-naturalistischen Ethik sei, Kant gemäß dem kategorischen Imperativ sieht sie als ontologisch nur in der Vorstellung existent und Marx plädiert auf Abseits. Die Argumentationen von Hegel und Kant stellen dabei keine real existierenden geisteswissenschaftlichen Positionen dar, sondern bloße Aneinanderreihungen philosophietheoretischer Begriffe. Die Wiederholung zeigt, dass das Kopfballtor von Sokrates tatsächlich aus einer Abseitsposition erzielt wurde.

## Aufstellung
| Deutschland | Deutschland | Griechenland | Griechenland |
| ----------- | --- | --- | ------------ |
| Deutschland | 1972 in München (Olympiastadion München) Zuschauer: Schiedsrichter: Konfuzius | 1972 in München (Olympiastadion München) Zuschauer: Schiedsrichter: Konfuzius                                               | Griechenland |
| Deutschland | Gottfried Leibniz – Immanuel Kant, Georg „Nobby“ Hegel , Arthur Schopenhauer, Friedrich Schelling – Franz Beckenbauer, Karl Jaspers – Friedrich Schlegel, Ludwig Wittgenstein (Karl Marx), Friedrich Nietzsche, Martin Heidegger | Platon – Epiktet, Aristoteles, „Chopper“ Sophokles, Empedokles – Plotin, Epikur – Heraklit, Demokrit, Sokrates , Archimedes | Griechenland |
| Deutschland | 0:1 Sokrates (90.) | | Griechenland |
| Deutschland | Nietzsche | | Griechenland |
| Deutschland | | | Griechenland |
| Deutschland | | | Griechenland |

## Fußballspiel der Philosophen 2010
Angeregt durch die Ideen dieses Sketches, und mit der vollen Unterstützung der noch lebenden Mitglieder der Monty Pythons, wurde das Fußballspiel der Philosophen am 9. Mai 2010 im Wingate & Finchley’s Harry Abrahams Stadion (Nordlondon) wiederholt.
Diese „historische Reprise“ ist eine Idee des „Philosophy Shops“, der Unterricht und Training für Grundschulkinder bietet. Die Gruppe organisiert praktische Philosophiestunden für Kinder zwischen 5 und 11 Jahren, um ihr kritisches Denken zu fördern. Die Stunden werden von Philosophiestudenten geleitet.
Der Philosoph A. C. Grayling und der frühere Trainer der englischen Nationalmannschaft Graham Taylor stellen die Trainer der beiden Fußballmannschaften dar, und unter den Spielern sind Comedians wie Mark Steel, Tony Hawks, Arthur Smith und Ariane Sherine, als auch Philosophen wie Julian Baggini, Nigel Warburton, Simon Glendinning, Stephen Law, Angie Hobbs und Mark Vernon. Das Spiel wird vom Soziologen Laurie Taylor, John Humphrys (BBC) und dem Autor Anthony Seldon unterstützt.